# Jeanette Jerome
Jeanette „Jennie” Jerome, znana także jako lady Randolph Churchill, CI (ur. 9 stycznia 1854 w Nowym Jorku, zm. 29 czerwca 1921 w Londynie) – córka amerykańskiego finansisty Leonarda Jerome’a i Clarissy Hall, córki Ambrose’a Halla. Była matką premiera Wielkiej Brytanii Winstona Churchilla.

## Życiorys

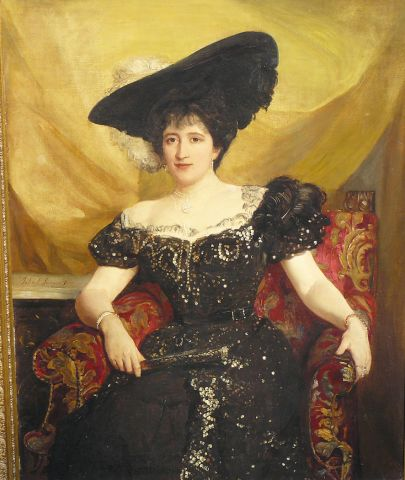
Portret pędzla Johna Sargenta

Słynna z urody panna Jerome poślubiła w 1874 w brytyjskiej ambasadzie w Paryżu lorda Randolpha Churchilla, młodszego syna 7. księcia Marlborough, i polityka Partii Konserwatywnej. Małżonkowie mieli dwóch synów – Winstona (późniejszego premiera) i Johna. Jeanette miała niewielki udział w wychowaniu swoich synów.
Lady Churchill szybko uzyskała silną pozycję w londyńskim świecie towarzyskim. Przyjaźniła się z księżną Walii i późniejszą królową Aleksandrą, mimo że miała romans z jej mężem. Romansowała również m.in. z lordem Rodenem, hrabią Karelem Kinskym oraz królem Serbii Milanem I. Romanse te odbywały się za wiedzą i zgodą lorda Randolpha.
Pięć lat po śmierci męża, 28 lipca 1900, Jeanette poślubiła kapitana Gwardii Szkockiej, George’a Cornwallisa-Westa, który był w wieku jej najstarszego syna. W tym czasie Jeanette poświęciła się działalności charytatywnej. Ufundowała m.in. statek szpitalny dla rannych w II wojnie burskiej. W 1908 wydała The Reminiscences of Lady Randolph Churchill. W 1912 znalazła się w separacji z mężem. Rozwód nastąpił w kwietniu 1914.
Trzecim mężem lady Churchill został 1 czerwca 1918 Montague Phippen Porch, urzędnik służby cywilnej w Nigerii. W 1921 wyjechał do Afryki. Niedługo później lady Churchill spadła ze schodów podczas wizyty u przyjaciół w Somerset i złamała staw skokowy górny. Wdała się gangrena i musiano jej amputować lewą nogę. Zmarła niedługo później w Londynie. Została pochowana w kościele św. Marcina w Bladon w hrabstwie Oxfordshire.
Postać lady Churchill pojawia się w filmach Jennie (1974) i Young Winston (1972). W jej postać wcieliły się odpowiednio: Lee Remick i Anne Bancroft.